# Antoine Wiertz

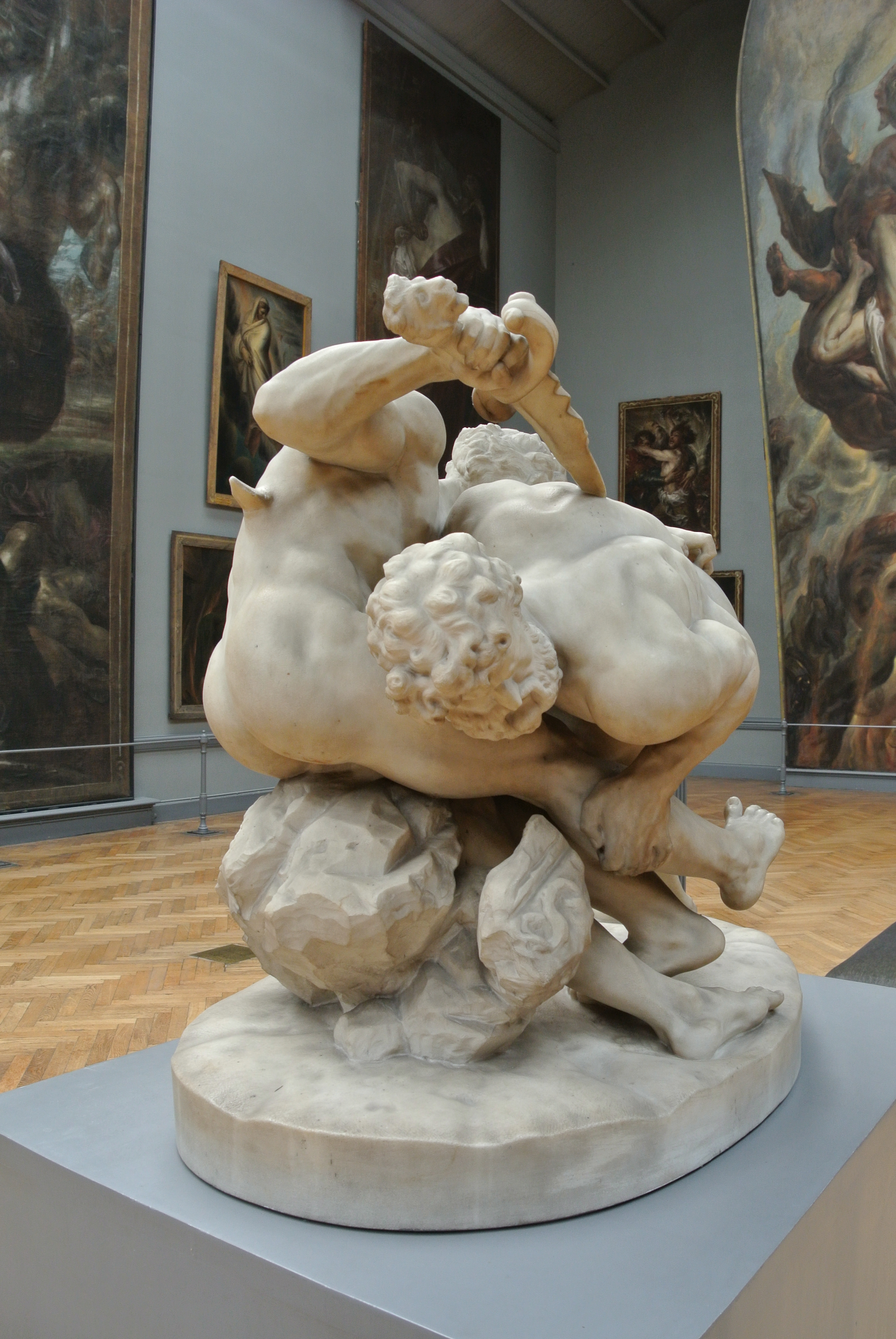
Birkózók

Antoine-Joseph Wiertz (Dinant, 1806. február 22. – Brüsszel,  1865. június 18.) belga festő, szobrász és művészeti szakíró volt.

## Élete
Antoine-Joseph Wiertz anyja Catherine Disière (1768–1844), apja pedig Louis-François Wiertz (1782–1822) volt, aki többféle foglalkozás után katona lett Napóleon seregében, majd 1814-től haláláig a holland csendőrség tisztje volt.
Apja foglalkozása miatt Antoine Wiertz fiatal korában több városban élt, iskoláit is különböző helyeken végezte. Már fiatalon megmutatkozott tehetsége a rajz és fafaragás iránt. 
Tehetsége és családi kapcsolatai révén 1820-ban megkapta I. Vilmos holland király ösztöndíját és megkezdte tanulmányait az antwerpeni király szépművészeti akadémián. Különösen nagy hatással volt rá Peter Paul Rubens művészete. Egy anatómiai témájú rajzversenyen 1825-ben elnyerte első díjat és a vele járó 100 guldent, amit a király nevében adtak át a számára. 1828-ban először szállt versenybe nagy presztízsű és komoly anyagi juttatásokkal járó Római Díjért. Másodikként végzett, de a zsűri külön megdicsérte beküldött munkájának kompozíciós értékeit, kifejező erejét. Wiertz 1829 novemberétől 1832 májusáig Párizsban tartózkodott; a Louvre-ban tanulmányozta a festészet nagyjainak munkáit, megélhetését pedig portréfestésből biztosította. 1832 szeptemberében elnyerte a belga kormány által kitűzött Római Díjat, ami 10.000 frankkal járt, négy évre elosztva. Ezzel eleget tehetett művészi vágyai netovábbjának, és Rómába utazhatott tanulmányai folytatására.
Antoine Wiertz 1834 és 1837 között tanult és dolgozott Rómában, főleg Horace Vernet műtermében. Rómában festette Görögök és Trójaiak küzdenek Patroklész holttestéért című monumentális (520 × 852 cm) festményét, amely jelenleg Liege-ben, a Vallon Művészet Múzeumában látható. Rómában sokat dolgozott, és a mai műbírálók szerint is az ebben a korszakában alkotott művei számítanak a legjobbaknak. 1836-ban itt festette ismert képét egy napi aktualitásról, Napóleon anyjának, Laetitia Bonaparte-nak az elhunytáról is.

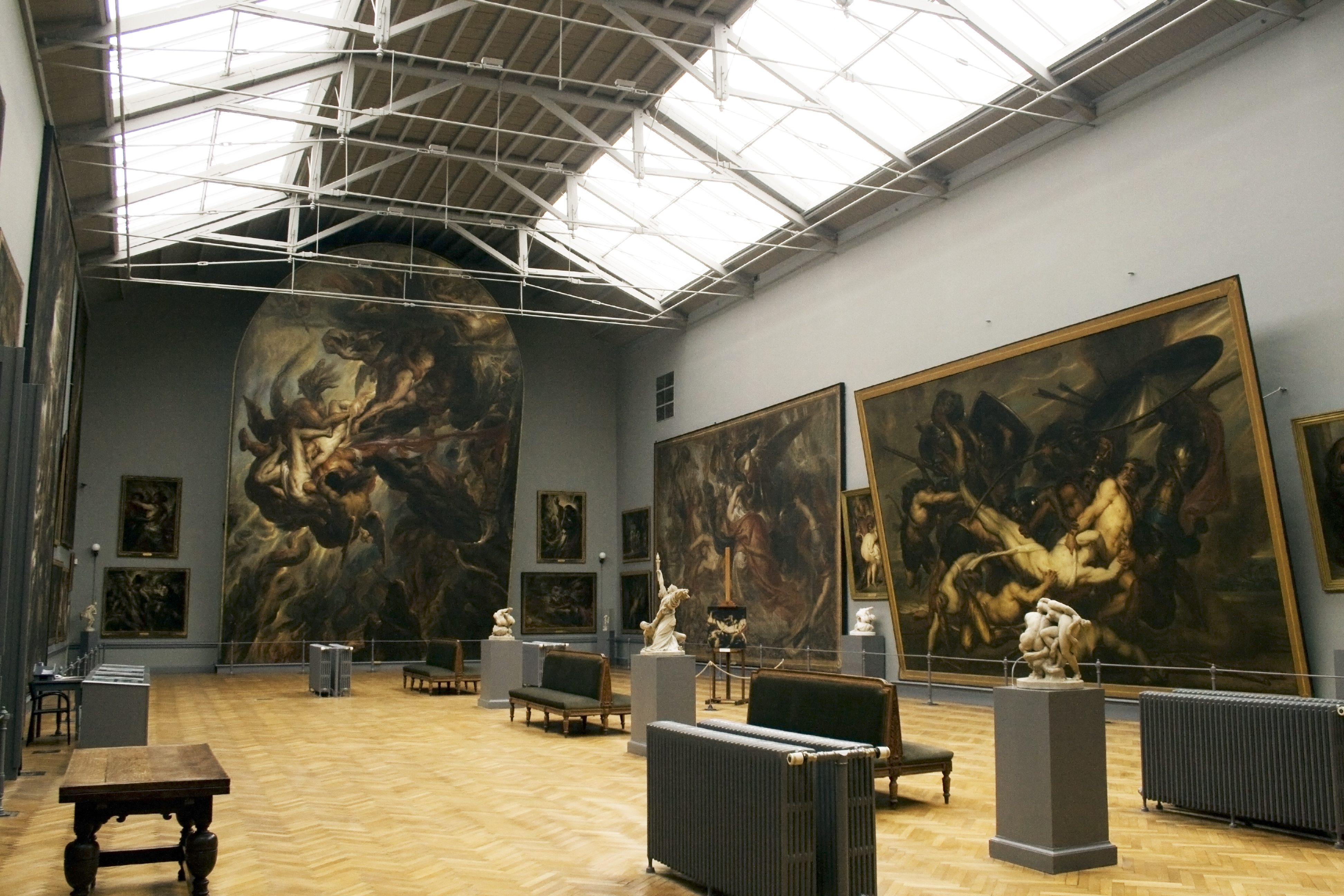
Néhány monumentális alkotása a Wiertz Múzeumban

 1839 Wiertz nagy várakozással mutatta be képeit a Párizsi Salonon, de kedvezőtlen kritikákat kapott. Ez annyira felháborította, hogy viszonya ellenségessé vált minden Franciaországgal kapcsolatos dologgal szemben. Rajzolt egy térképet is, amelyen Brüsszelt tette meg az európai kontinens fővárosának, Párizs pedig csak provinciális szerepet kapott. Csalódott emberként vonult vissza édesanyjával Liège-be. Édesanyjának elhunyta 1844-ben újabb nagy csapásként viselte meg a művészt.
1845-től Brüsszelben lakott és dolgozott. Egyre inkább a monumentális festészet felé fordult, ebben találta meg művészi elhivatottságát. Sokat foglalkoztatta őt az Angyalok lázadása témája, kétségtelenül Rubens alkotásai nyomán. Az 1153 × 793 cm-es vászonnal 1841-ben készült el. 1851-ben készült el államköltségen új műterme és lakása a Vautierstraaton Brüsszel Ixelles negyedében, ahol most a Wiertz Múzeum található. Itt el tudta helyezni a Görögök és Trójaiak küzdenek Patroklész holttestéért második változatát, amely ma is ott függ, együtt az Angyalok lázadásával és egy sor más monumentális és kisebb méretű munkájával. A brüsszeli kritikusok különösen nagyra értékelték Krisztus diadala című festményét (625 × 1110 cm). A műteremért és lakásért cserébe a művész az államra hagyta festményeit. Múzeuma most néhány tucat méterre van az Európai Parlament épületkolosszusának egyik főbejáratától, amely egy Wiertz-ről elnevezett utcácskára nyílik.

## Művészete
Állami elismertsége azzal is összefüggésben állt, hogy a fiatal, 1830-ban létrejött belga államnak szükséges volt a nemzeti létet kulturálisan, ideológiailag alátámasztó művészekre és alkotásaikra. Ennek a célnak jó megfeleltek Wiertz monumentális történelmi és morális ihletésű kompozíciói. Hasonló műveket alkotott ebben a korszakban Nicaise de Keyser, Gustaaf Wappers és Louis Gallait is.
Erkölcsi indíttatású képeit, a nemi szabadosság bírálatát mindazonáltal felhasználta a női test szépségének ábrázolására is.

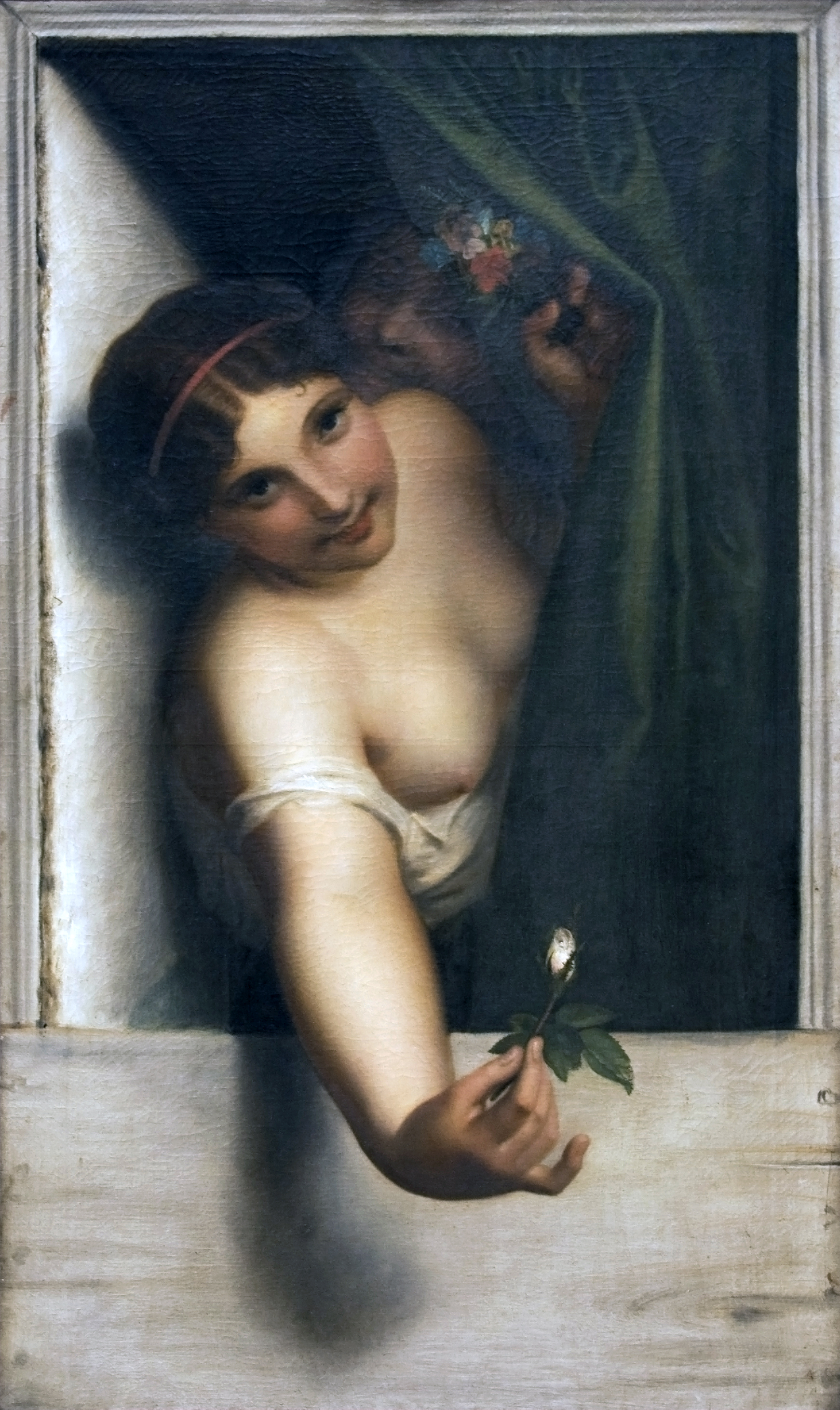
A kép valószínűleg az azóta is dívó „ablakos prostitúció” korabeli ábrázolása
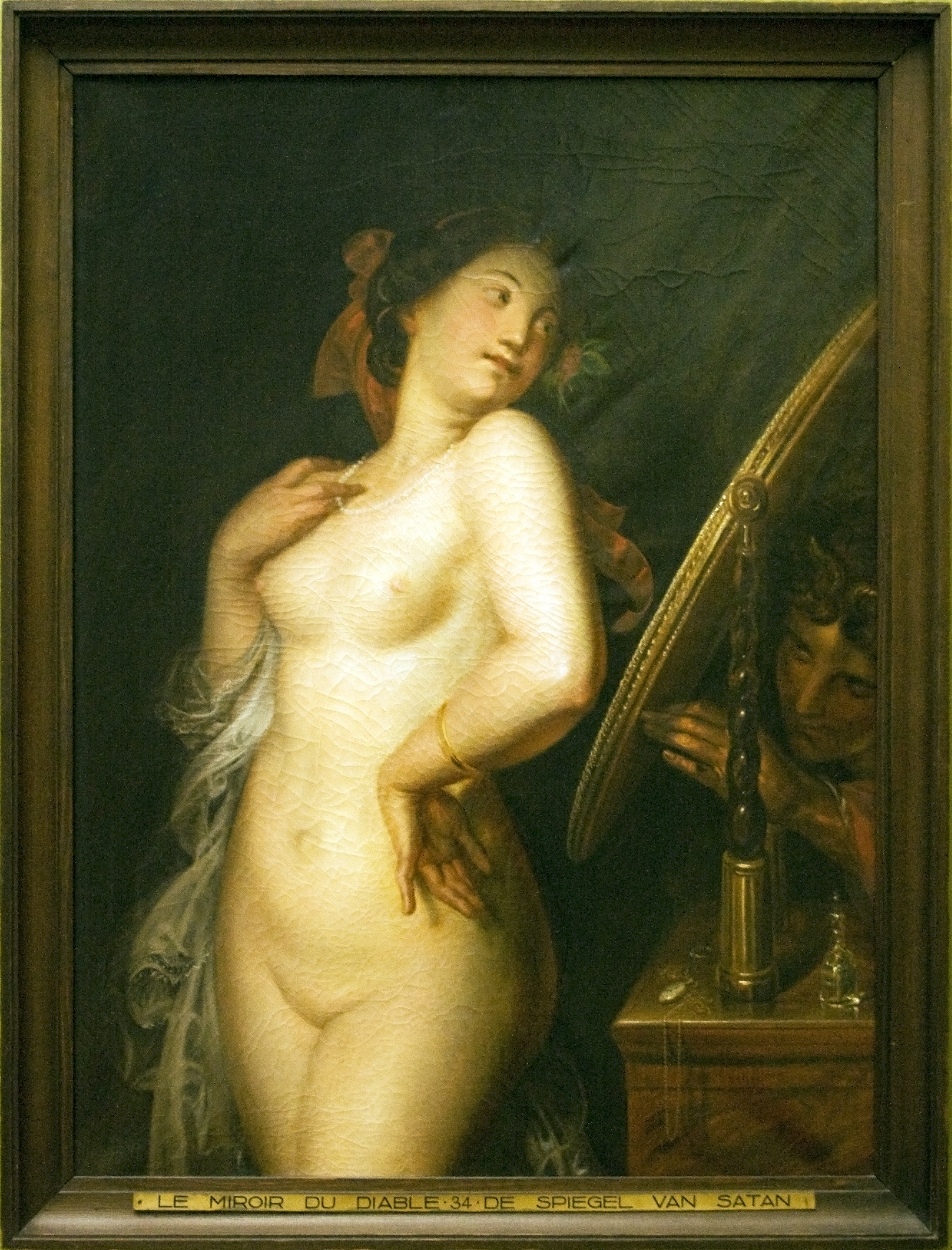
Az ördög tükre
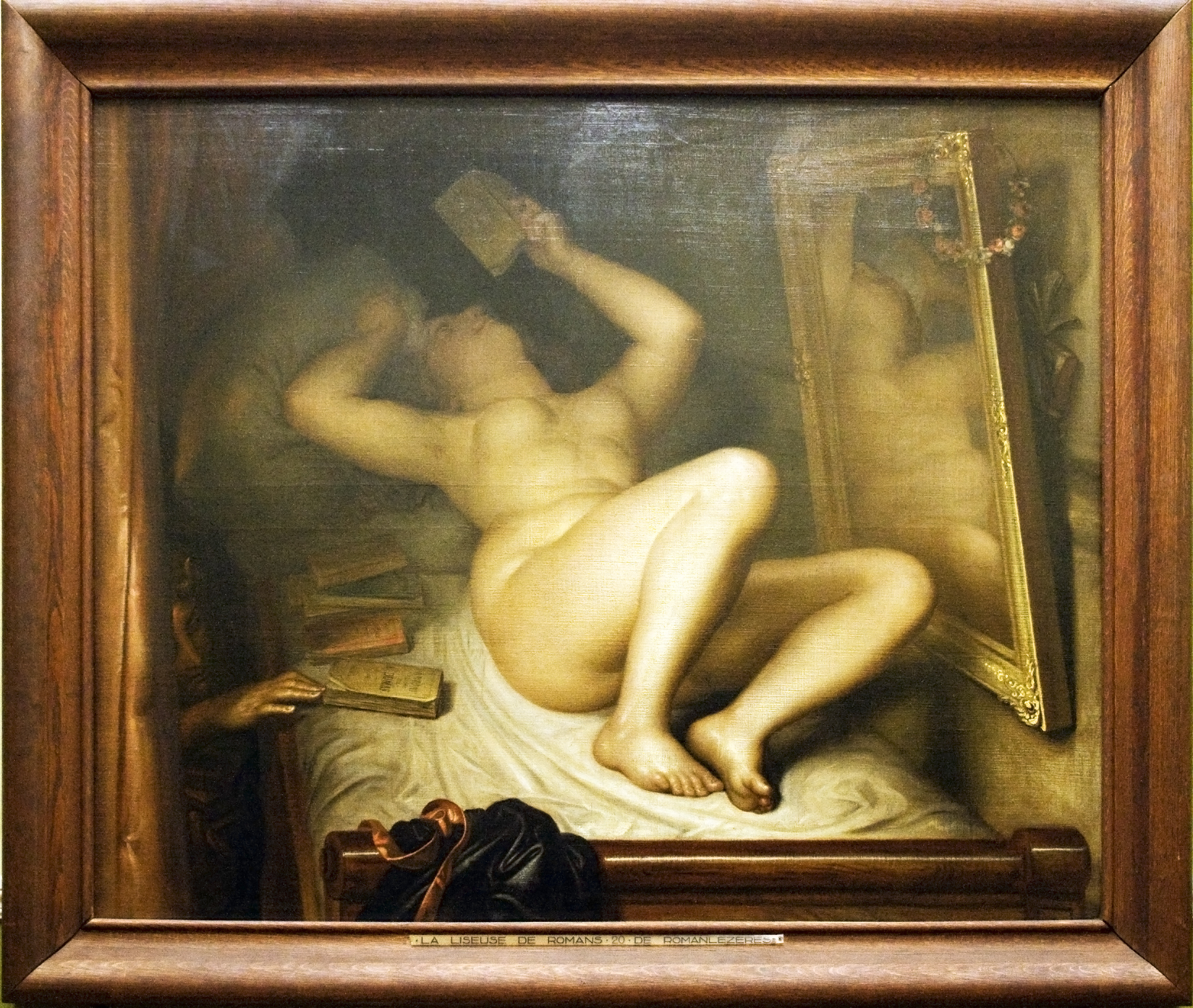
Az ördög adja a buja könyveket az olvasó hölgy keze alá
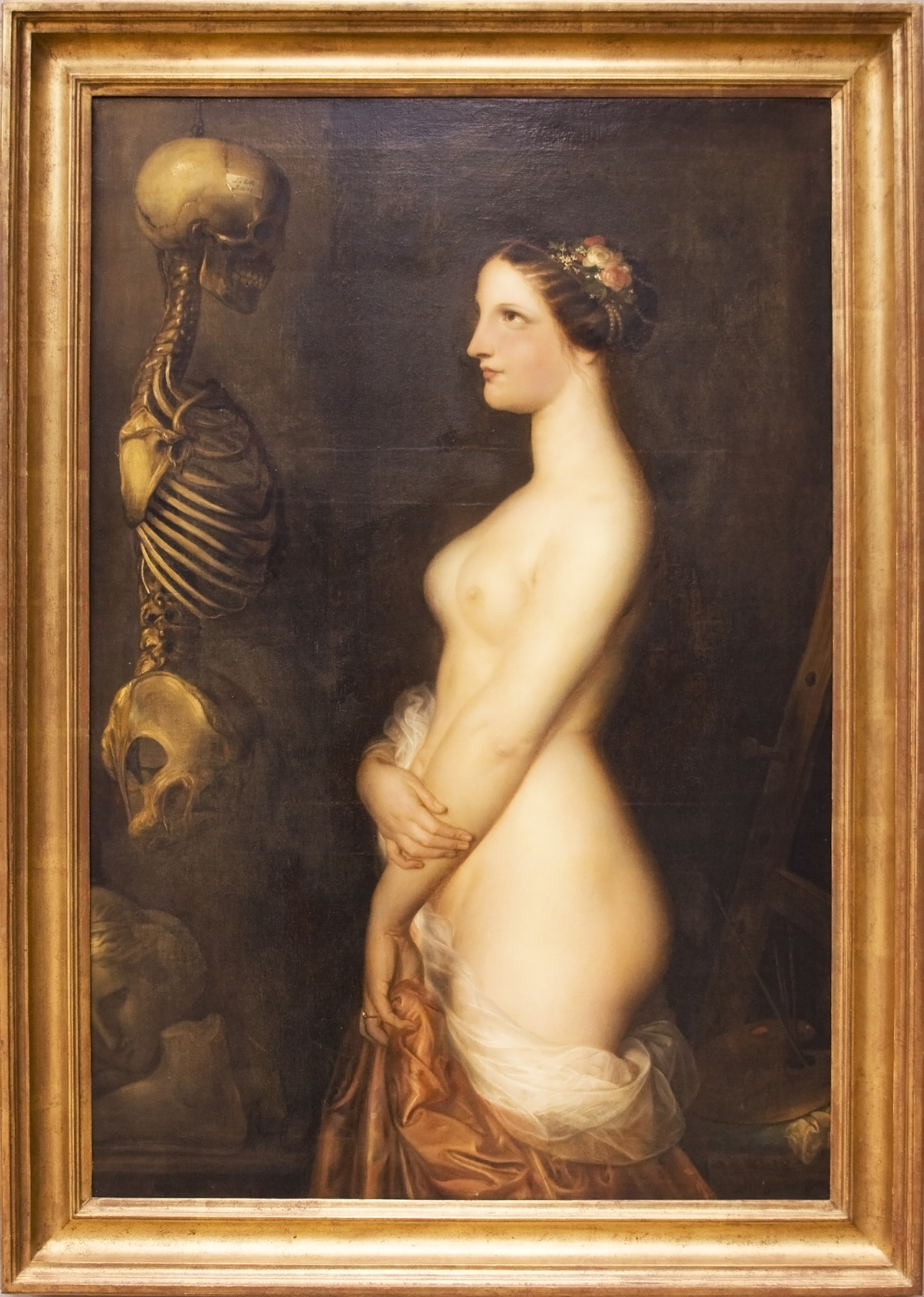
Szép Rozalin és a mulandóság
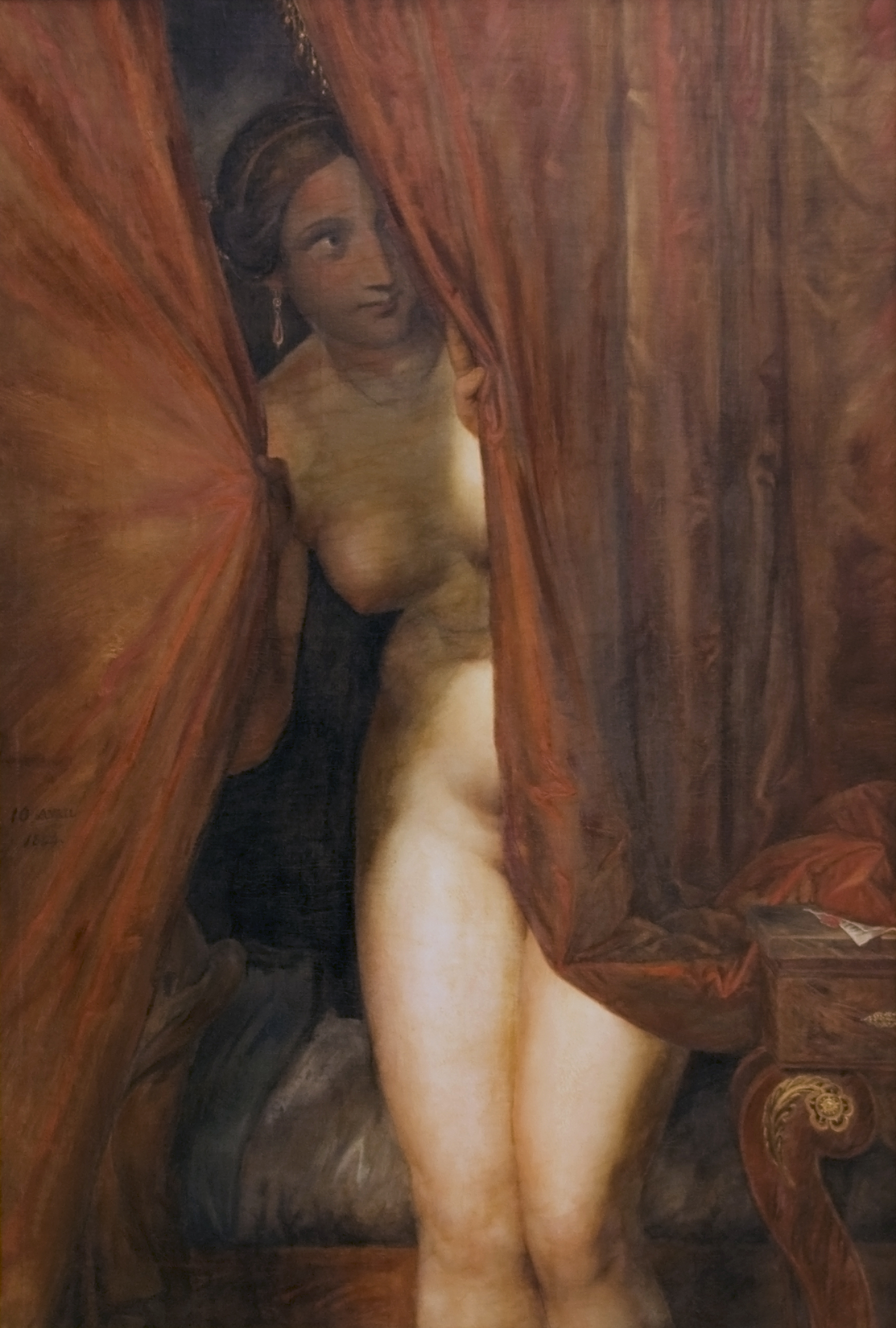
Lány a függöny mögött
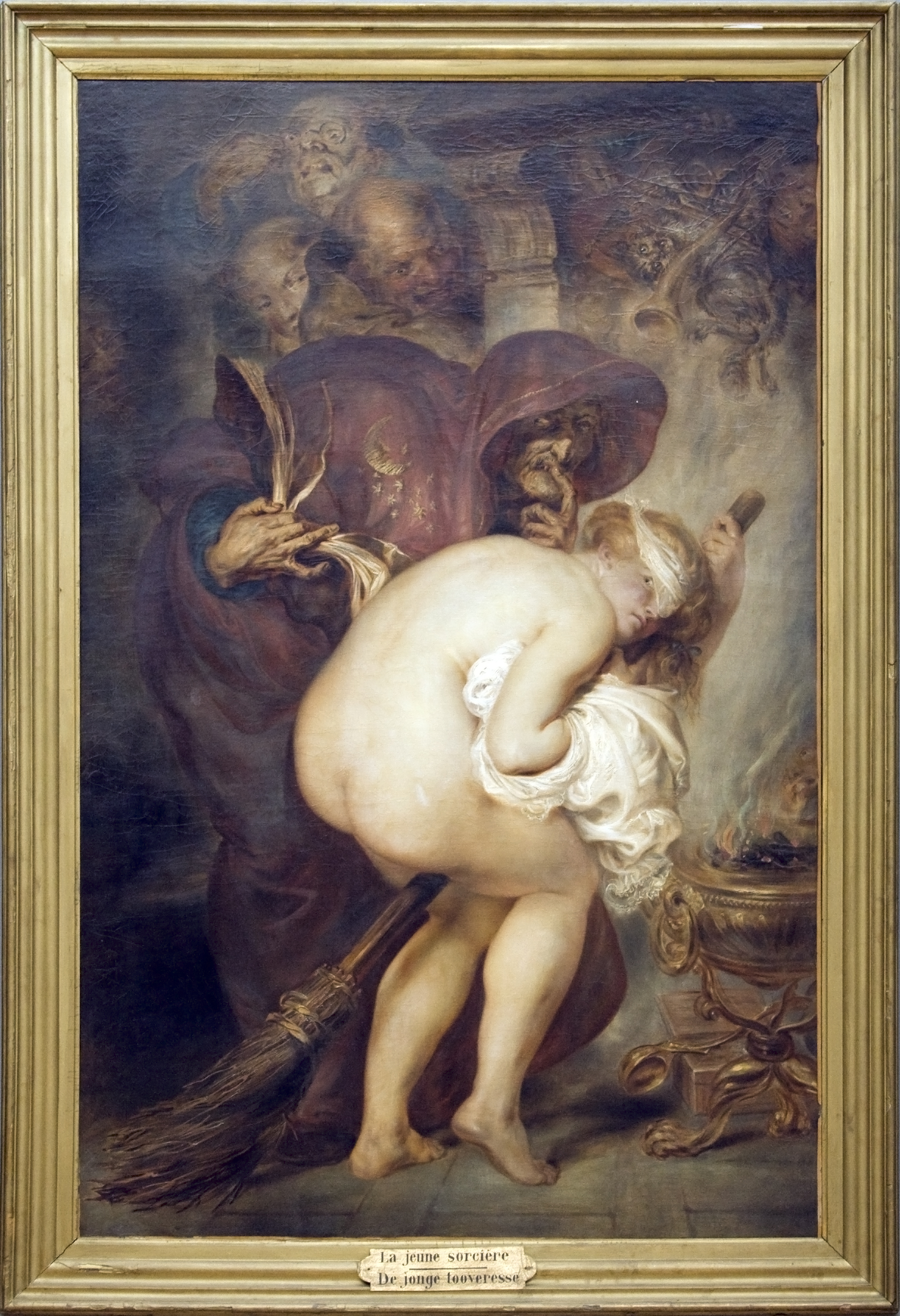
Ifjú boszorkány
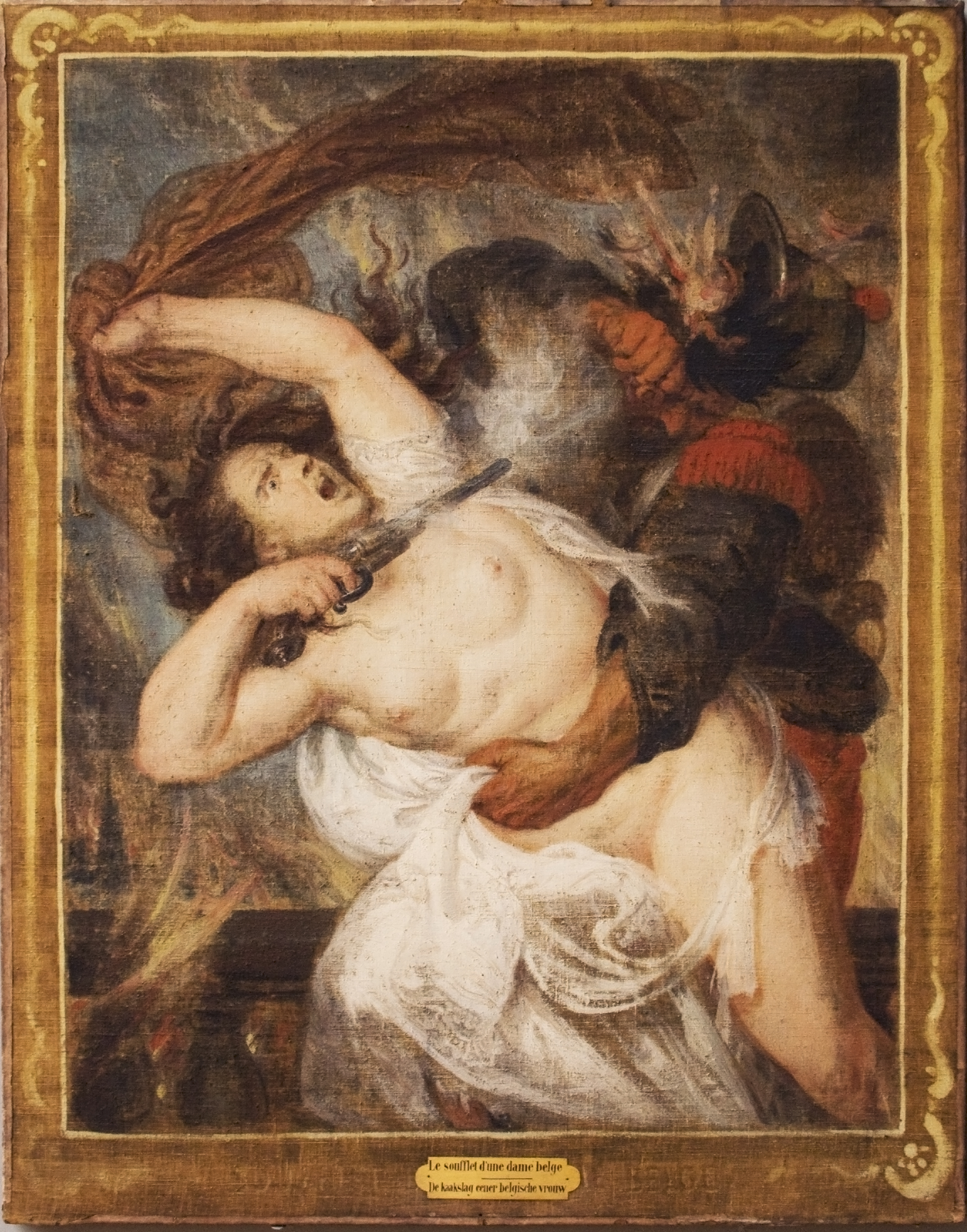
Ilyen pofont ad egy belga hölgy
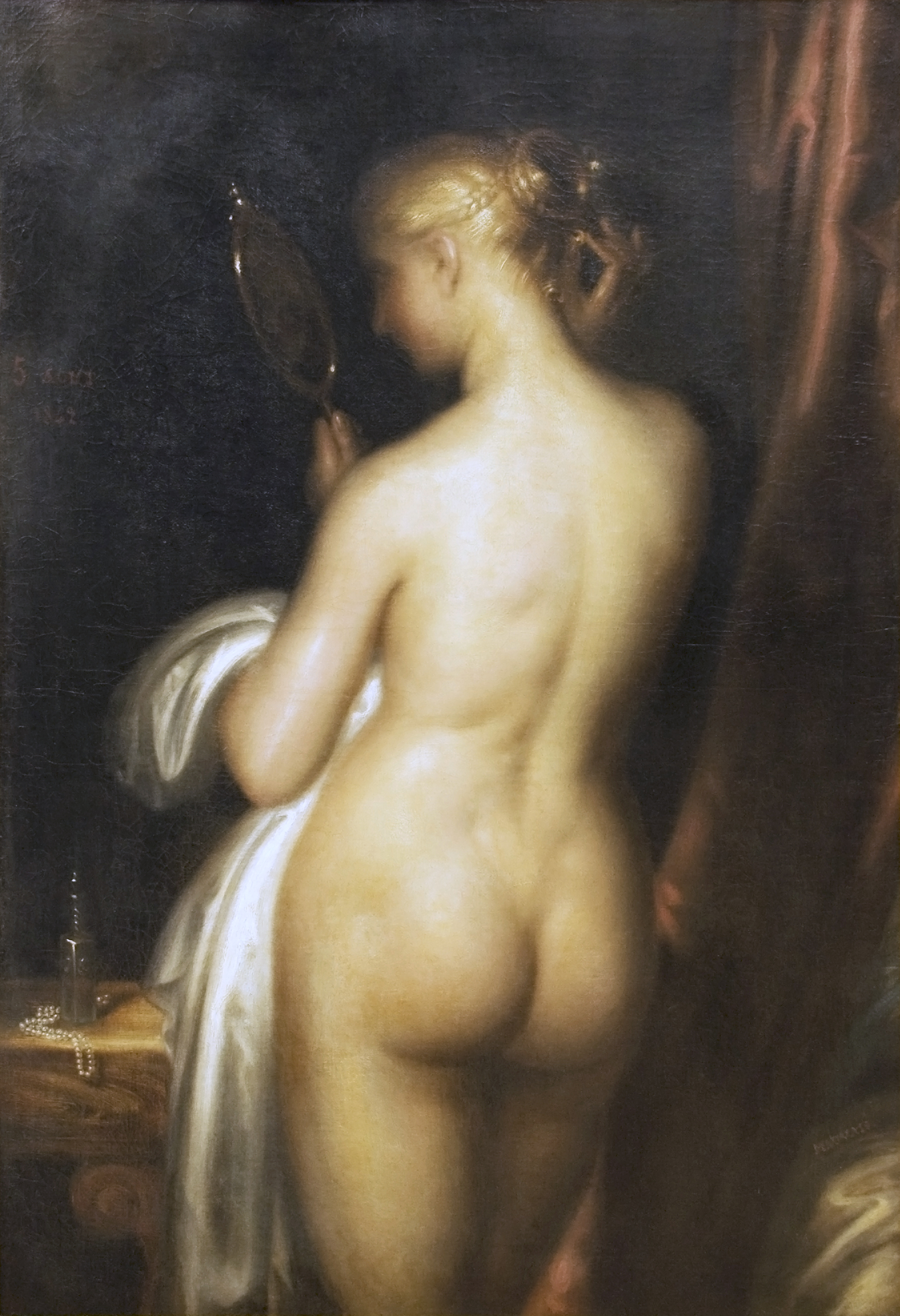
Az öltözködő

Mitológiai képei mellett a napi sajtó hírei is foglalkoztatták. Tragédiákról, kivégzésekről is alkotott szinte horrorisztikus képeket.

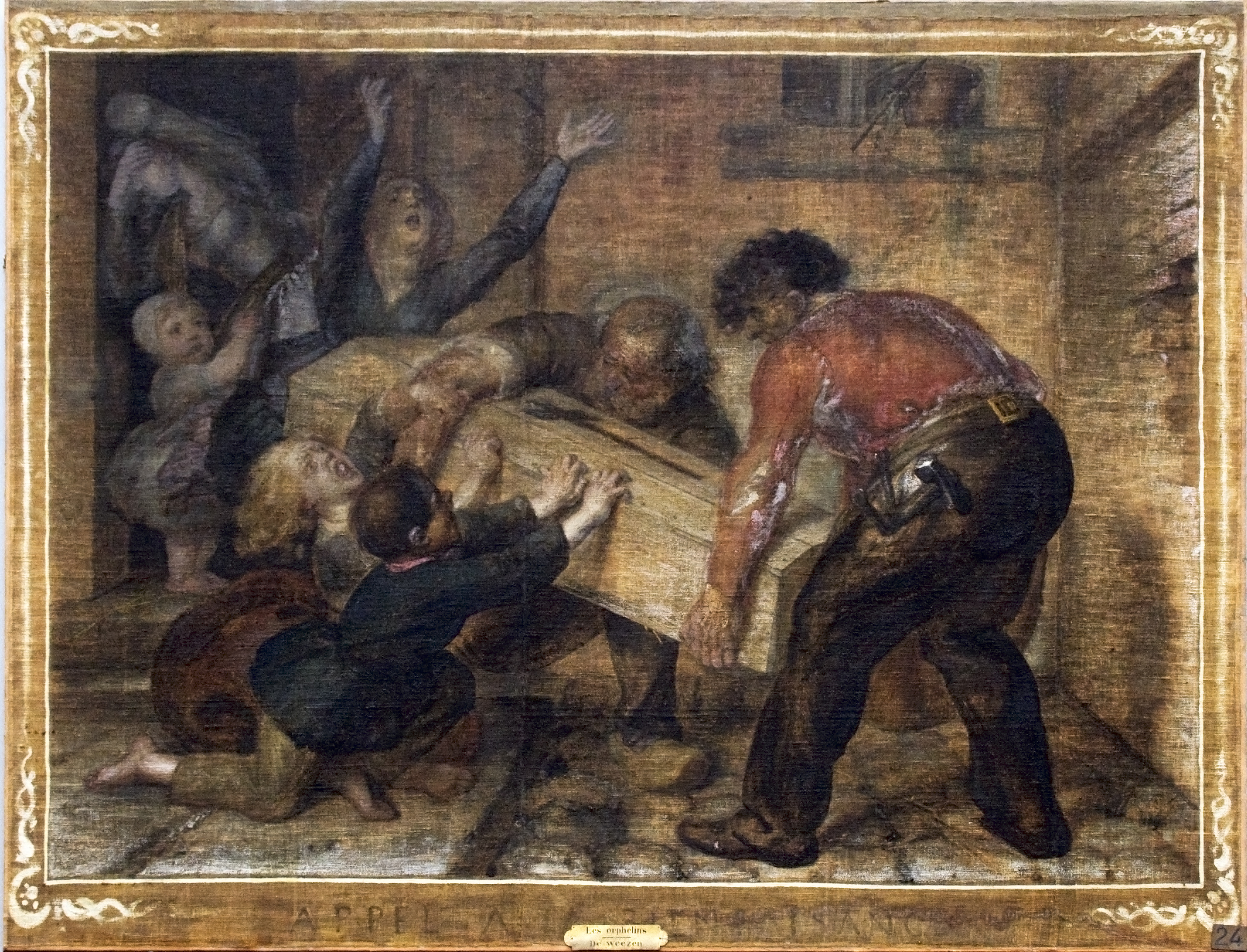
Árvák
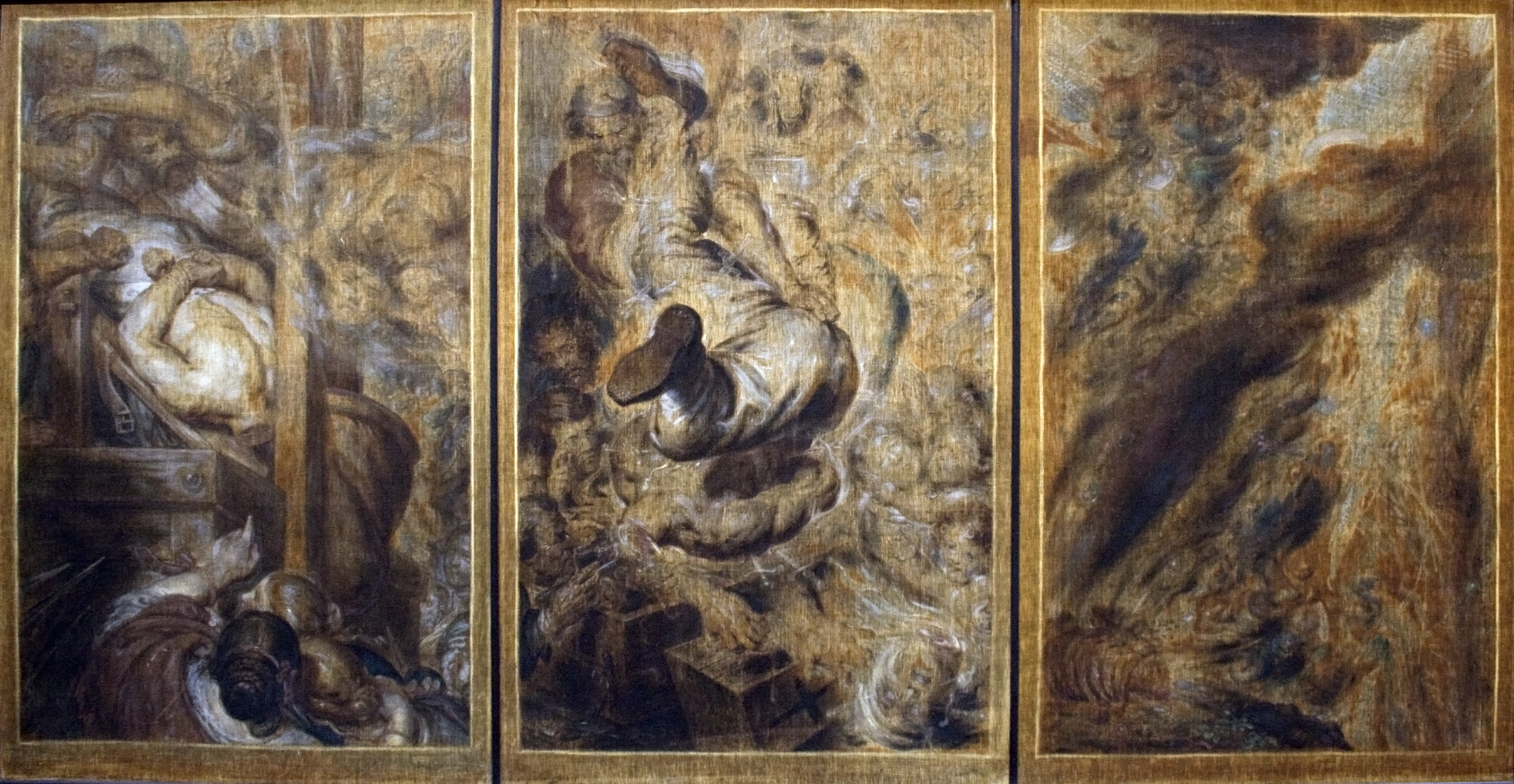
Egy levágott fej látomásai
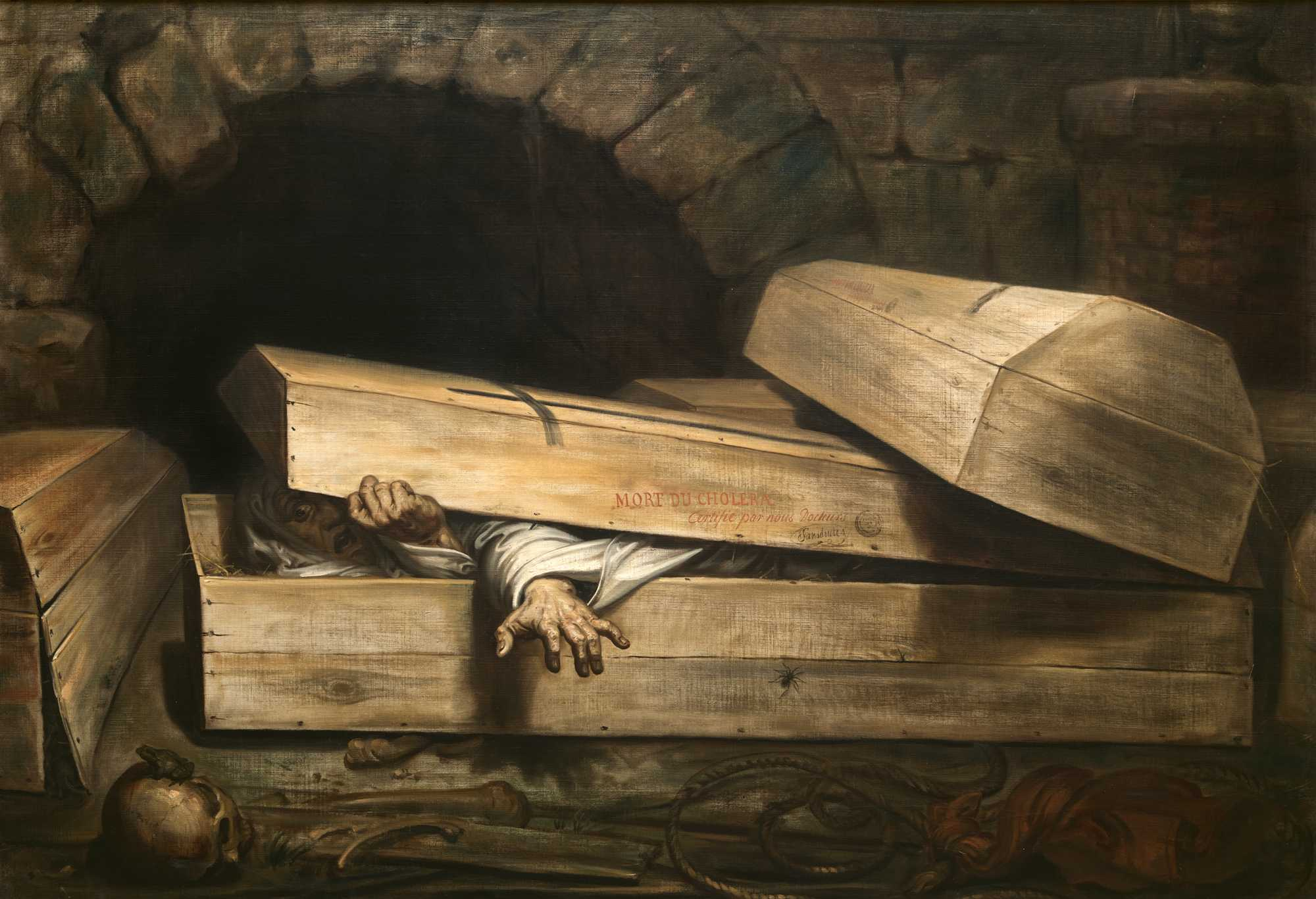
Elsietett temetés

Szimbolikus és szürrealisztikus képeit a 20. század belga művészei közül is többen nagyra értékelték (Marcel Broodthaers)  illetve a művészettörténészek ezekkel a modern irányzatokkal rokonítják azokat. Francine-Claire Legrands a belga szimbolizmusról írott átfogó munkájában (1971) Wiertz-et Félicien Rops-szal és Xavier Melleryvel együtt tárgyalja „A képi szimbolizmus hajnala” című fejezetben.
Wiertz technikájában is új utakat keresett. 1853-tól matt festékekkel kísérletezett, mert nem tetszett neki az olajfestmények fényes felülete. Ez a megoldás azonban általában nem vált képeinek előnyére, az újfajta festékek vegyi hatásai pedig ártottak egészségének.
Irodalmi igényű írásait halála utána dták ki: Oeuvres littéraires (Brüsszel, 1869).
Szobrait szintén halála után, amikor a háza már múzeum lett, formálta meg márványból a gipsz minták után Auguste Franck. Sokan feltételezik, hogy Frederic Bartholdi francia szobrász, a New York-i Szabadságszobor alkotója ihletet merített Wiertz egyik szobrából, Az emberiség négy korszaka című sorozat harmadik, a fényről elnevezett darabjából, amit Wiertz szintén nagy formátumban szeretett volna kivitelezni. Tény, hogy Bartholdi járt Brüsszelben akkor, amikor ez a szobor már elkészült.
Wiertz művészete jelentős hatást gyakorolt Zichy Mihály alkotói munkájára.